# Aleksander iz Neckhama
Aleksander iz Neckhama [alɛkˈsàndər nɛkəm] (latinsko Alexander Nequam), poznan tudi kot Alexander Neckam, angleški znanstvenik in teolog, * 8. september 1157, Saint Albans, Anglija, † 31. marec 1217, Kempsey, grofija Worcestershire, Anglija.
Aleksander iz Neckhama velja za enega izmed najbolj vsestranskih in plodovitih angleških učenjakov, ki so v zadnjih desetletjih dvanajstega stoletja študirali v Parizu.
Kot pesnik, znanstvenik in teolog je napisal obsežna dela, izmed katerih se je najbolj uveljavila njegova temeljita analiza svetopisemskih knjig Visoko pesem in Pridigar (Kohelet), zaradi katerih si je tudi prislužil spoštovanje filozofa Roberta Holcota. Izmed njegovih lastnih del med pomembnejša uvrščamo zbirko spisov De naturis rerum, Speculum speculationum in De utensilibus. 
Velja za filozofa, ki je v Evropi ponovno obudil Aristotelove nauke. 

## Življenje
Aleksander iz Neckhama se je rodil 8. septembra 1157 v mestu Saint Albans na vzhodu Anglije. Njegova mati, Hodierna iz St. Albansa je bila zaposlena kot dojilja takratnega prestolonaslednika Riharda I. Tako je Aleksander v zgodnjih letih odraščal kot monarhov rejniški brat.
Izobraževal se je v šoli opatije St. Albansa in kasneje pod okriljem opatije St. Albansa tudi poučeval na šoli v Dunstablu. Izobraževanje je med letoma 1175 in 1182 nadaljeval v Franciji. Sprva je obiskoval šolo pri Petit Pointu, kjer je pod vodstvom Williama de Montibusa študiral medicino, teologijo ter civilno in kanonsko pravo4, leta 1180 pa je postal ugleden predavatelj umetnosti na Univerzi v Parizu. V tem obdobju je pariška univerza veljala za najboljšo. Po vrnitvi v Anglijo leta 1186 je nadaljeval s poučevanjem v Dunstablu in se kasneje uveljavil še v Saint Albansu. Okoli leta 1190 se je preselil v Oxford, kjer je na univerzi poučeval teologijo. V srednjih letih svojega življenja je veliko časa preživel na kraljevem dvoru. Kot avguštinski kanonik, je bil 1213 imenovan za opata Cirencesterske opatije. Njegovo napredovanje je pripomoglo, da je mesto postalo pomembno srednjeveško središče trgovanja z volno.
Med 11. in 30. novembrom leta 1215 se je udeležil Četrtega lateranskega koncila, s katerim je Papež Inocenc III. krščanski svet pozval na križarsko vojno.
Umrl je 31. marca 1217 v Kempseyju, delu Worcestershirske grofije in bil pokopan v Worcesteru.

## Dela
Aleksander Neckam je za sabo pustil številne rokopise o različnih temah. Speculum speculationum je posvečeno teološkim vsebinam. Le dve njegovi deli sta bili natisnjeni: De naturis rerum in pesem z naslovom De laudibus divinae sapientiae. De naturis rerum je njegovo najpomembnejše delo, ker se v njem zrcalijo številna znanstvena dognanja 12. stoletja. 

### Speculum speculationum
Rokopis Speculum speculationum vsebuje zapiske z njegovih teoloških predavanj na Oxfordu. Gre za njegov najpomembnejši prispevek k razvoju teologije. Hkrati je to delo tudi pomemben zgodovinski vir o akademskih začetkih v Oxfordu, ki danes sodi med najbolj znane  univerze na svetu. V rokopisu, ki je nedokončan, prevladuje kritika in obsodba katarov in njihove herezije oz. krivoverstva. V njem Neckam govori, da dualizem ne obstaja (dobri bog duha in zlobni bog, ki je stvarnik materialnega sveta). Zloba po mnenju Alexandra Neckama pomeni odsotnost boga. V nadaljevanju se usmeri k uporabi dialektike pri poučevanju teologije, s čimer je jasno ponazorjeno njegovo spoštovanje do avtoritete Aristotela, zlasti v logiki in naravoslovju na splošno. S svojim pristopom je povečal zanimanje za dela tega grškega filozofa v cerkvenih krogih. Vpliv del Aristotela na teologe se je stopnjeval, dokler njegova filozofija ni postala stalni del krščanskega nauka, zahvaljujoč se Tomažu Akvinskemu iz 13. stoletja. 

### De naturis rerum
Delo je bilo najverjetneje napisano okoli leta 1180 in je postalo zelo znano konec 12. stoletja. V njem je Neckam pokazal veliko poznavanje takratnih dosežkov v znanosti. Razumevanje materialnega sveta je bilo takrat podrejeno teologiji. V svojem delu uporablja prispodobe, ki se v širšem kontekstu s komentarji navezujejo na Staro zavezo v Svetem pismu. Čeprav gre za njegovo najpomembnejše delo, le-to ni zapisano kot samostojno in je močno povezano z drugimi rokopisi. 
V eni izmed primerjav govori o ribah ali kosih mesa, ki so v vodi videti večje. To primerja s trpljenjem in ugotavlja, da isto trpljenje ni videti enako v mirnem obdobju in v kriznih časih.
Podobno primerjavo dela s palico v vodi, ki je videti neporavnana zaradi loma svetlobe pri prehodu iz zraka v vodo. Vodo razlaga kot ponazoritev težav, palico pa vidi kot izbiro prave poti. Na koncu ugotovi, da tudi če v težavah izberemo pravo pot, to ni vedno takoj razvidno zunanjemu opazovalcu. 
V naslednji prispodobi začne z ugotovitvijo iz materialnega sveta. Oseba, ki je v temi, lepo vidi drugo osebo na svetlobi. Tista, ki je v temi, pa ni vidna. Razmišljanje zaključi s sklepom, da so dejanja pomembnežev vidna navadnim ljudem, obratno pa ne velja.   
Zanimiva je tudi zgodba o Soncu, ki z večjo oddaljenostjo daje vtis o svoji večji moči. To primerja s poznavanjem katerekoli pomembne osebnosti. Bliže kot je, bolj navadna se zdi in prijateljstvo z njo je manj posebno.
V  njegovih dveh delih, v delu De naturis rerum in že prej, leta 1188 v delu De utensilibus, je zapisan najstarejši dokaz o uporabi kompasa za plovbo v zahodni civilizaciji, kar je le 100 let po omembi kompasa na Kitajskem (Šen Kuo). Alexander Neckam je opisal njegov natančen način delovanja s pomočjo magnetne igle. Najbrž se je že v Parizu tekom študija srečal s to napravo. Navedba kompasa in pomorskih drugih naprav je v tistem času omogočala boljšo predstavo o poteh plovbe in plovbo na daljše razdalje brez vidnega kopnega.